# Mickey pompier
Pour plus de détails, voir Fiche technique et Distribution.
Mickey pompier (Mickey's Fire Brigade), sorti le 3 août 1935, est un court métrage de Mickey Mouse dans lequel il est à nouveau un pompier.

## Synopsis
Mickey, Donald et Dingo sont des pompiers qui tentent de combattre les incendies. Une maison du voisinage prend feu. Le trio se précipite dans la maison et tente de porter secours à ses habitants. L'un d'eux est Clarabelle qui chante dans sa baignoire. Elle ne croit pas à l'incendie et refuse l'assistance. Le trio décide de prendre Clarabelle avec sa baignoire pour la sauver.

## Fiche technique
- Titre original : Mickey's Fire Brigade
- Autres titres[1] :
  - France : Mickey pompier
- Série : Mickey Mouse
- Réalisateur : Ben Sharpsteen
- Animateur : Paul Allen, Myron Natwick, Fred Spencer, Bill Tytla, Cy Young et Milt Kahl (intervalliste non crédité)
- Voix : Walt Disney (Mickey), Clarence Nash (Donald), Pinto Colvig (Dingo)
- Musique : Bert Lewis
- Producteur : Walt Disney, John Sutherland
- Distributeur : United Artists
- Date de sortie : 3 août 1935[2]
- Format d'image : Couleur (Technicolor)
- Durée : 8 min
- Langue : (en)
- Pays :  États-Unis

## Voix françaises
- Marc François ou Jean-Paul Audrain : Mickey Mouse
- Sylvain Caruso : Donald Duck
- Gérard Rinaldi : Dingo

## Commentaires
Ce court métrage reprend le thème des pompiers déjà utilisé dans The Fire Fighters (1930).
Vers la troisième minute, les flammes jouent au piano Qui a peur du Grand Méchant Loup ?, chanson chantée par Nouf-Nouf et Nif-Nif dans Les Trois Petits Cochons.